# We Take Care of Our Own
We Take Care of Our Own è un singolo di Bruce Springsteen. È il primo del suo album Wrecking Ball; ha fatto il suo debutto dal vivo il 12 febbraio 2012, al 54th Grammy Awards.
Il testo esprime la frustrazione di Springsteen, dicendo che dopo molto anni di crisi economica gli americani non si aiutano più fra di loro. Il narratore infatti chiede dove possa trovare cuori misericordiosi o un lavoro per liberare le sue mani e la sua anima, facendo riferimento all'Uragano Katrina.
Ann Powers afferma che il brano esprime "un inno amaro", così come Born in the U.S.A. Glory Days e Girls in Their Summer Clothes: "Springsteen porta fuori grandi emozioni e poi chiede di lasciar andare le delusioni che spesso li accompagnano".
Il video ufficiale del singolo, contenente molte immagini in bianco e nero, è stato pubblicato il 19 gennaio 2012. In un secondo video, Springsteen esegue il brano fra delle costruzioni abbandonate. Il video è stato girato presso Asbury Park, in New Jersey.